# Stanysziwka (stacja kolejowa)
Stanysziwka (ukr. Станишівка) – stacja kolejowa w pobliżu miejscowości Pisky, w rejonie żytomierskim, w obwodzie żytomierskim, na Ukrainie. Położona jest na linii Fastów – Żytomierz.

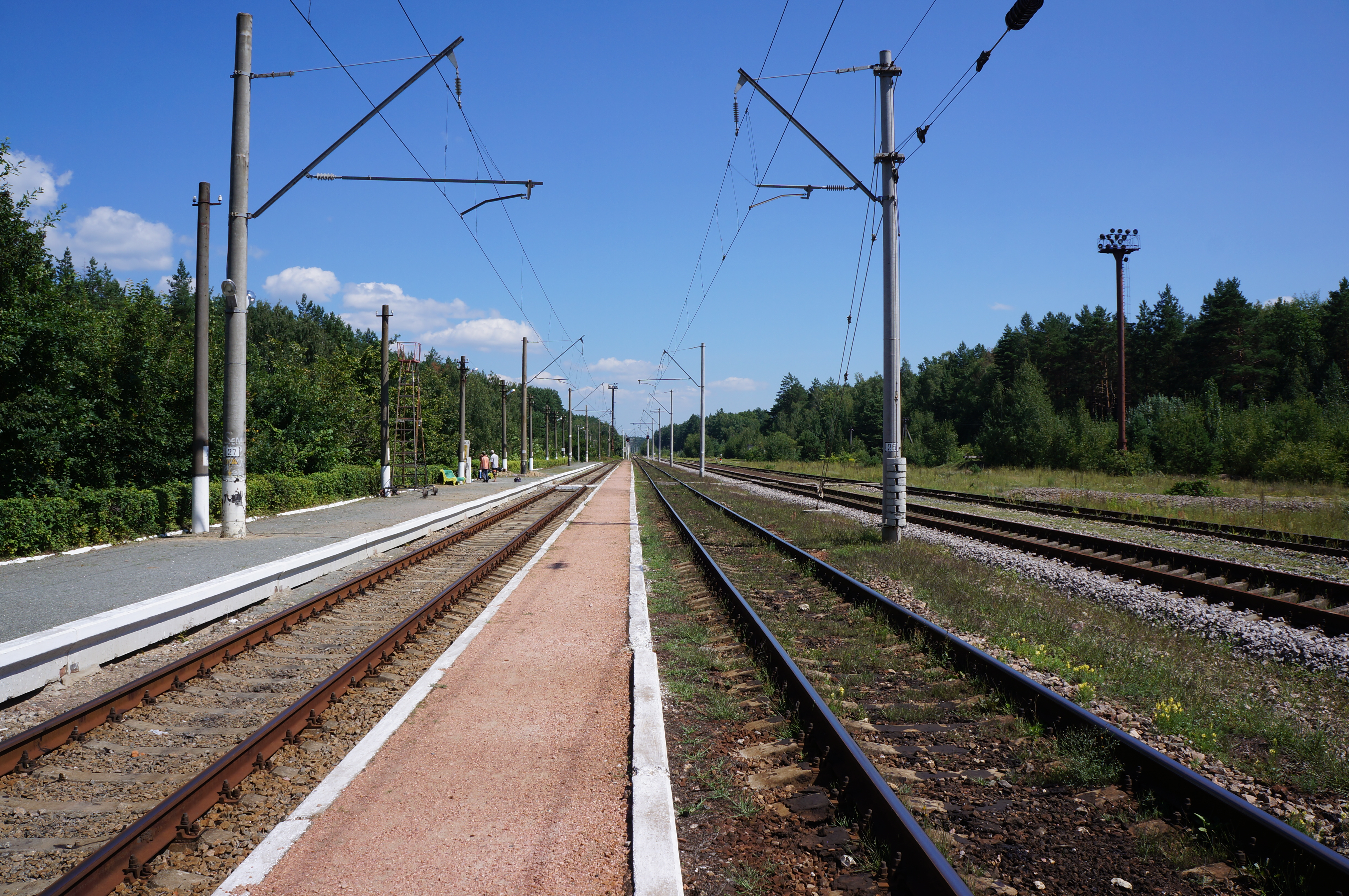
widok w stronę Fastowa